# Anna Safrontchik
Anna Safrontchik (en ukrainien : Анна Євгенівна Сафрончик) est une actrice de télévision et de cinéma ukrainienne faisant sa carrière en Italie.

## Biographie
Anna Safrontchik est née le 4 janvier 1981 à Kyïv dans une famille d'artiste, elle débute à quatre ans. Arrivée en Italie à treize ans elle a concouru pour Miss Toscane et Miss Italie.

## Égérie
Elle a posé pour des marques comme Lancia Y, Davite & Delucchi Gioielli ou Dibi Center mais aussi pour Women ForPlanet 2006 un calendrier de Enrico Ricciardi et Mario Teli du magazine Maxim.

## Filmographie

### Cinéma
- 2009 - Nine[3].
- 2023 : Il cacio con le pere,  de  Luca Calvani jouant Sofia Morvillo[4].

### Télévision
- 2002 : épisode Bellissima de Un sacré détective.
- 2007 : La figlia di Elisa - Ritorno a Rivombrosa.
- 2012 : Il commissario Nardone.